# Fővám tér metróállomás
A Fővám téri metróállomás a Szent Gellért tér és a Kálvin tér között helyezkedik el a budapesti M4-es metróvonalon.
A vonalon kilencediknek, 2014. január 16-án kapta meg a használatbavételi engedélyt a NKH-tól.
A vonalon legmélyebben, 32 méter mélyen elhelyezkedő állomást az aluljáróból induló 4+4 mozgólépcsőn lehet elérni. Az aluljáróból indulva 4 sor mozgólépcső visz le egy közbülső emeletre, majd onnan 4 sor lépcső juttat le a peronra. A mozgáskorlátozottak számára két lifttel lehet elérni a felszínről az aluljárót és a peronszintet is. Az építkezés során a 2-es villamosnak létrehoztak egy föld alatti állomást, amit az aluljáróból lehet elérni. Az állomás fölötti Fővám tér is megújult, létrehoztak egy forgalommentes teret, ami lehetőséget adott, hogy a metró állomásának felülvilágítóit itt helyezzék el, melyen át a természetes fény a peronszintig jut el, továbbá a tér stílusához illeszkedő felsővezeték-tartó oszlopokat és megerősített térkő sávot kapott a 83-as troli.

## Képek

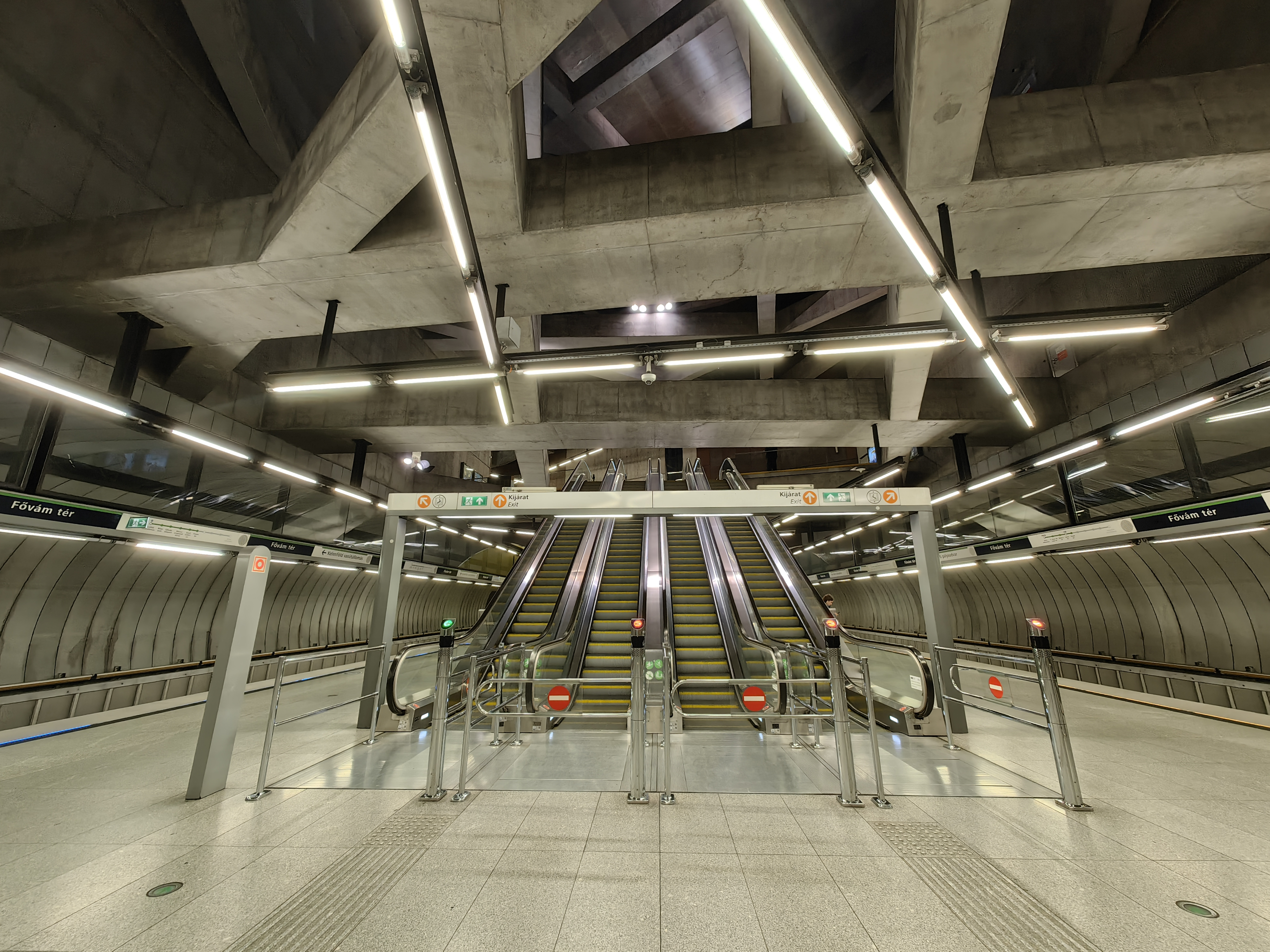
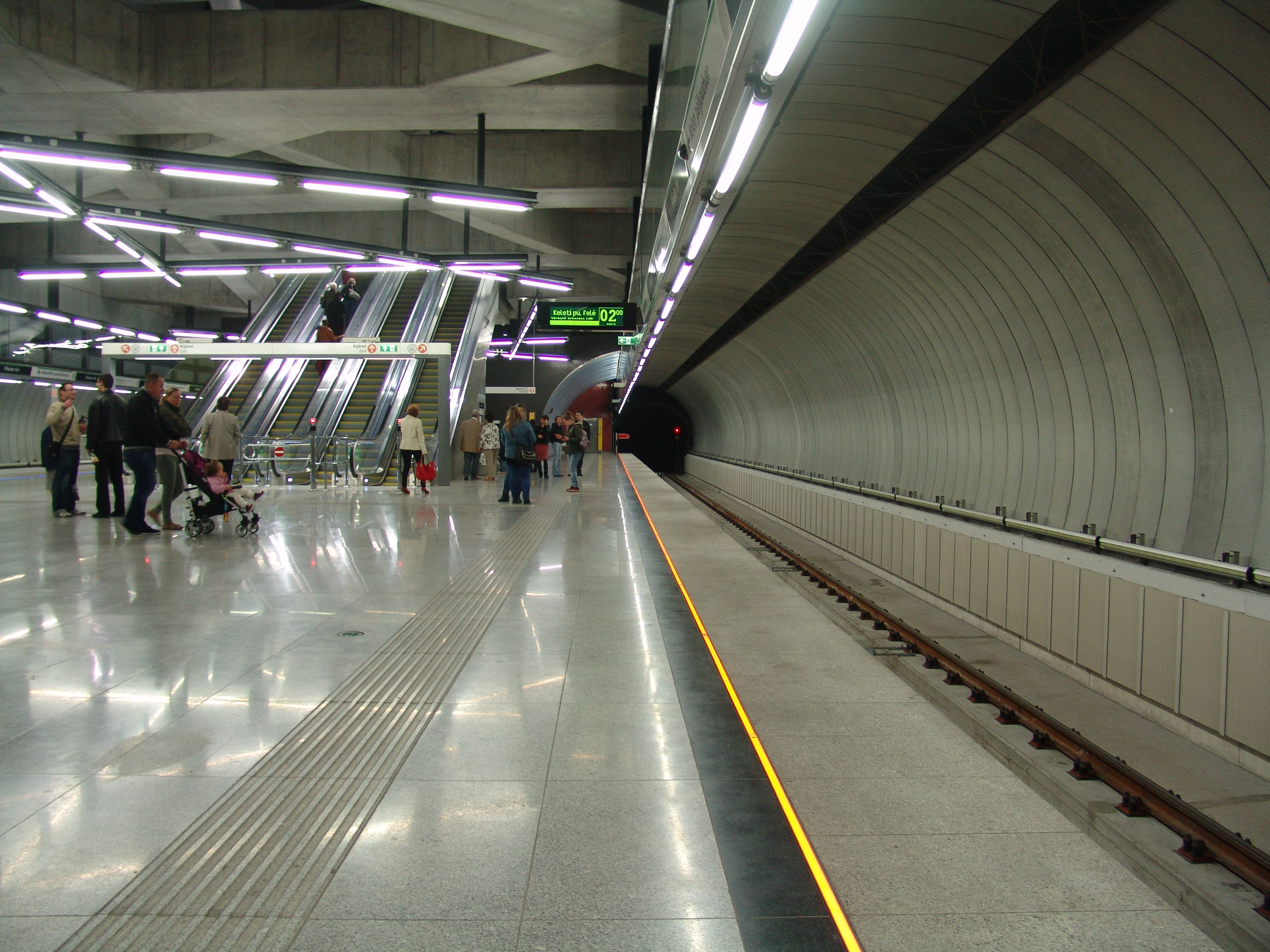
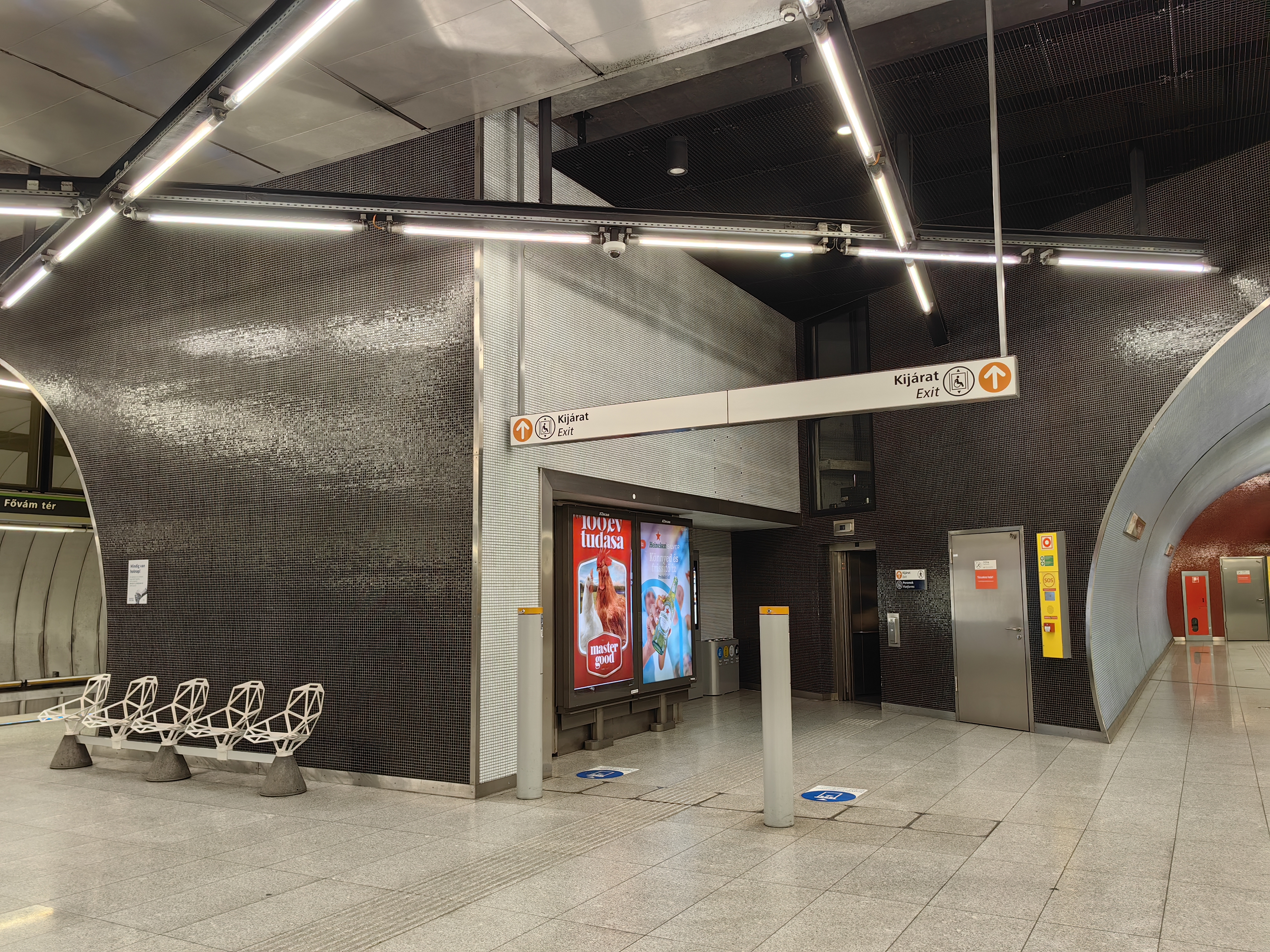
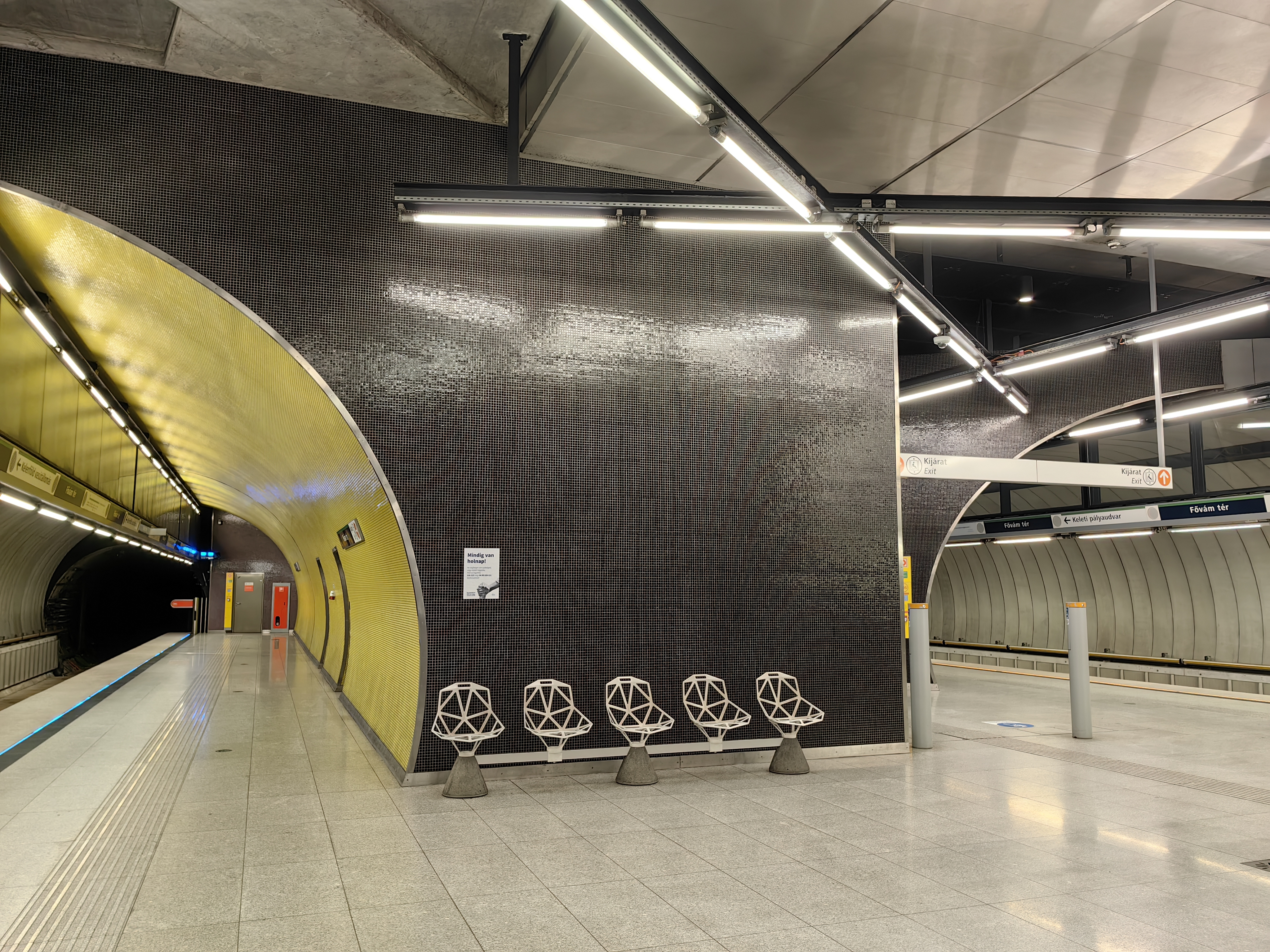
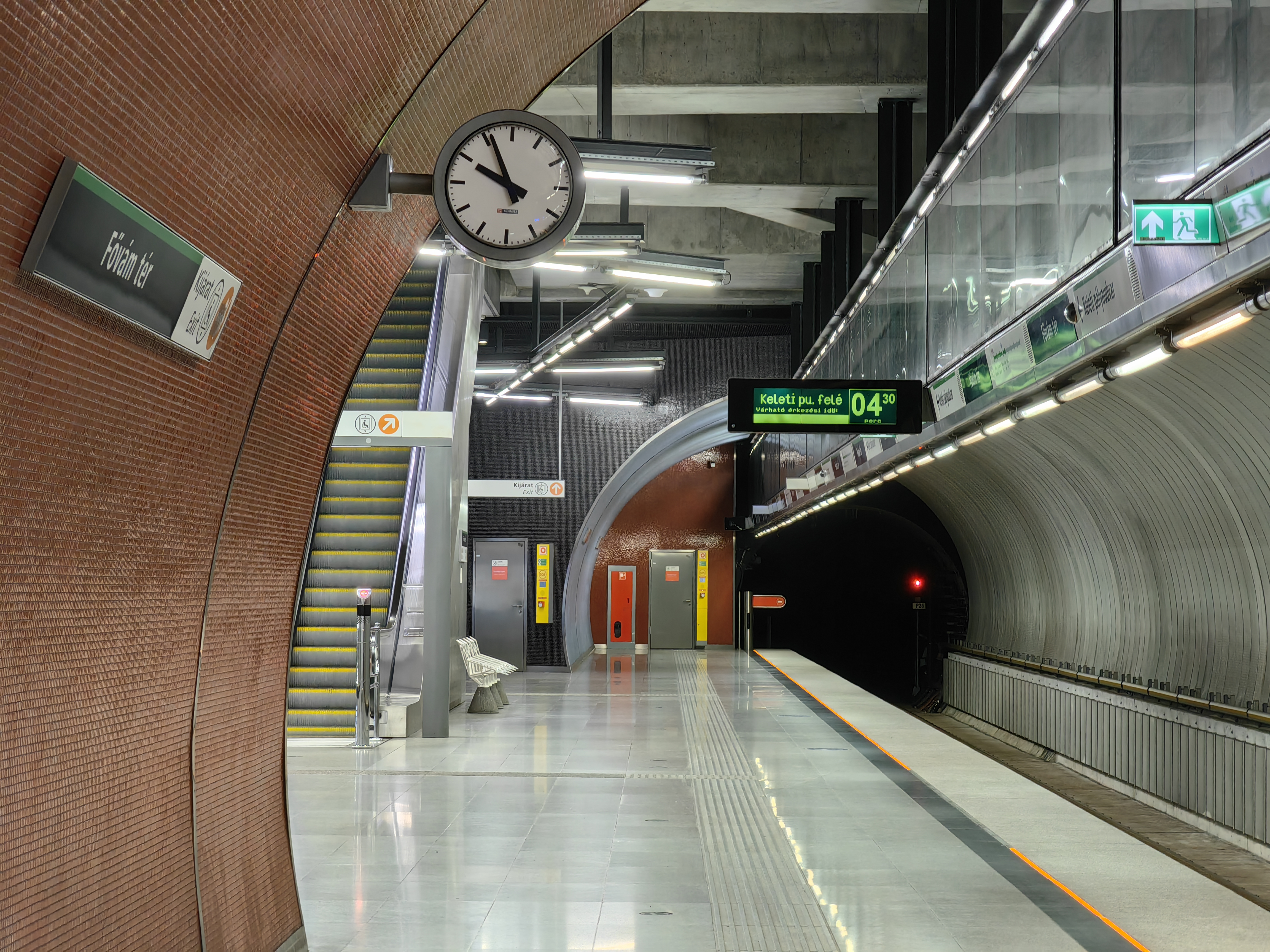
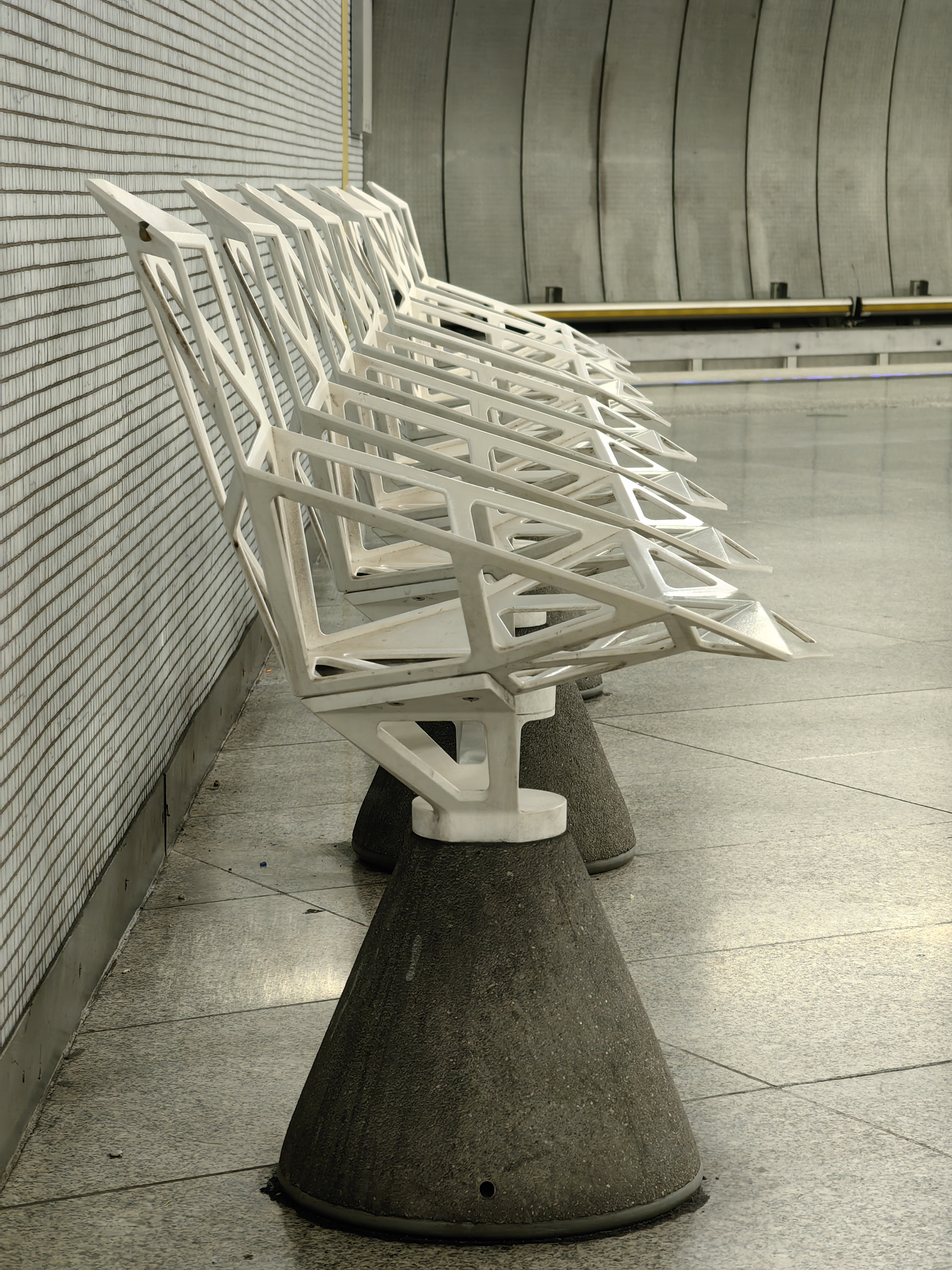
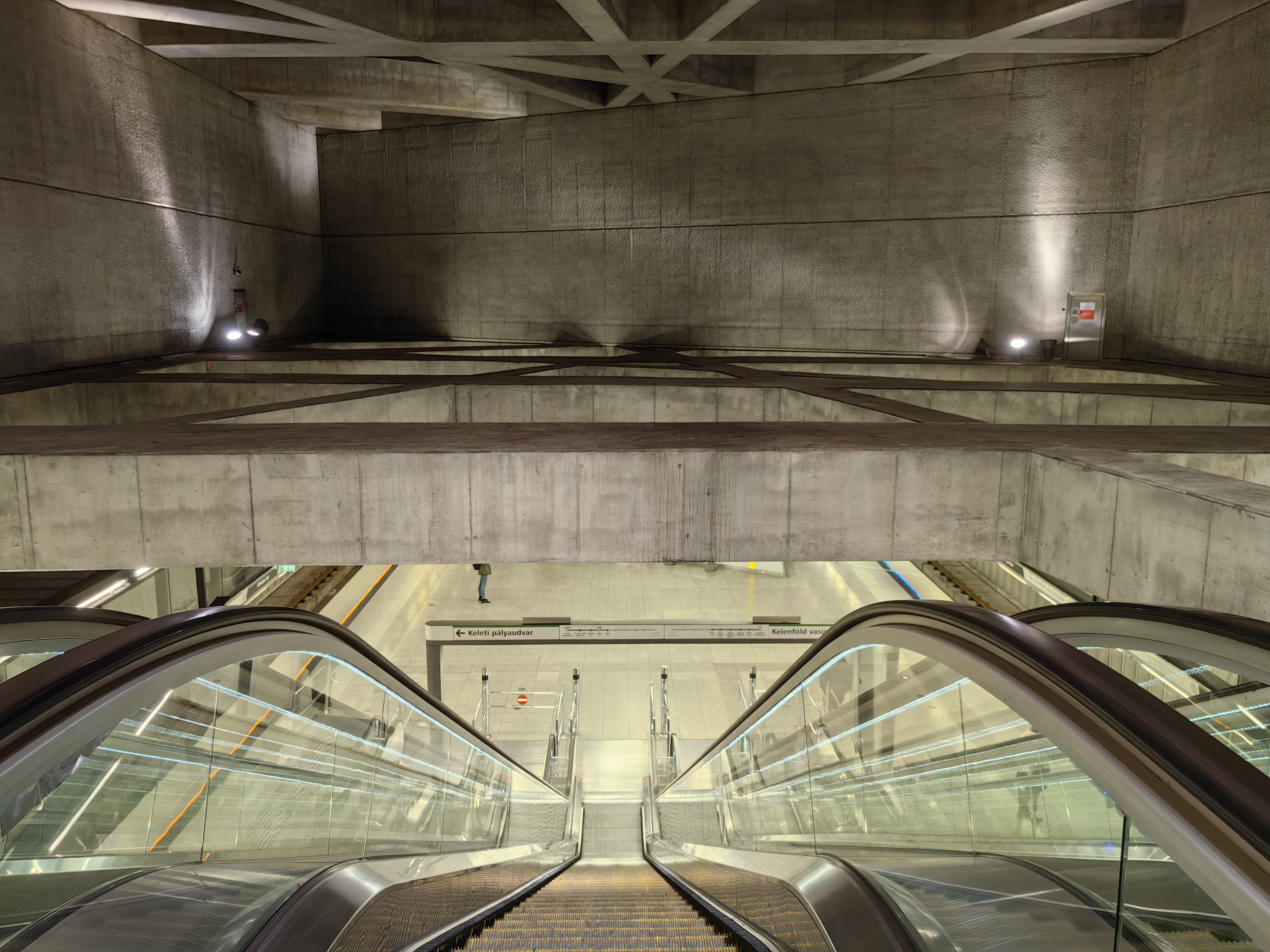
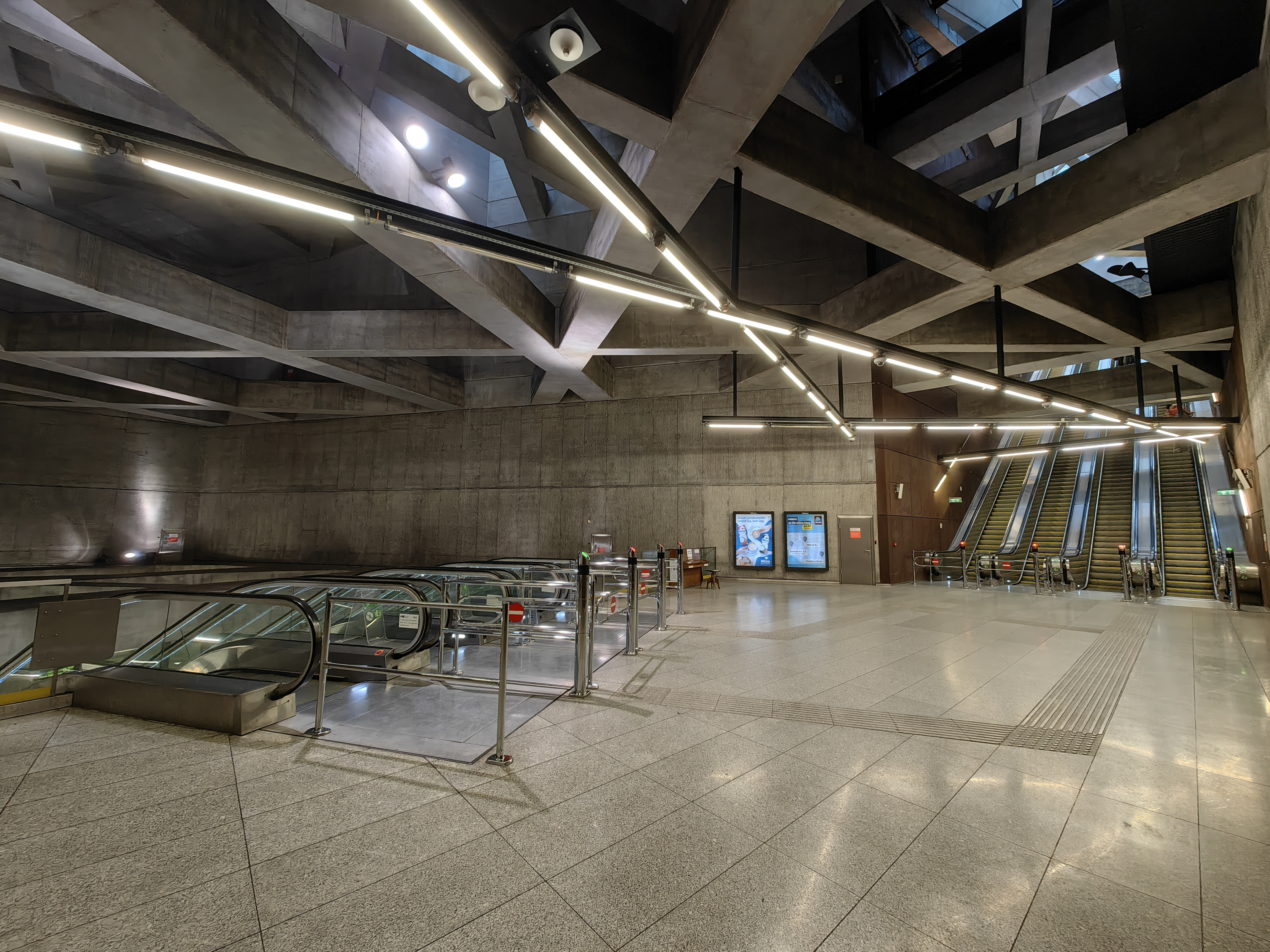
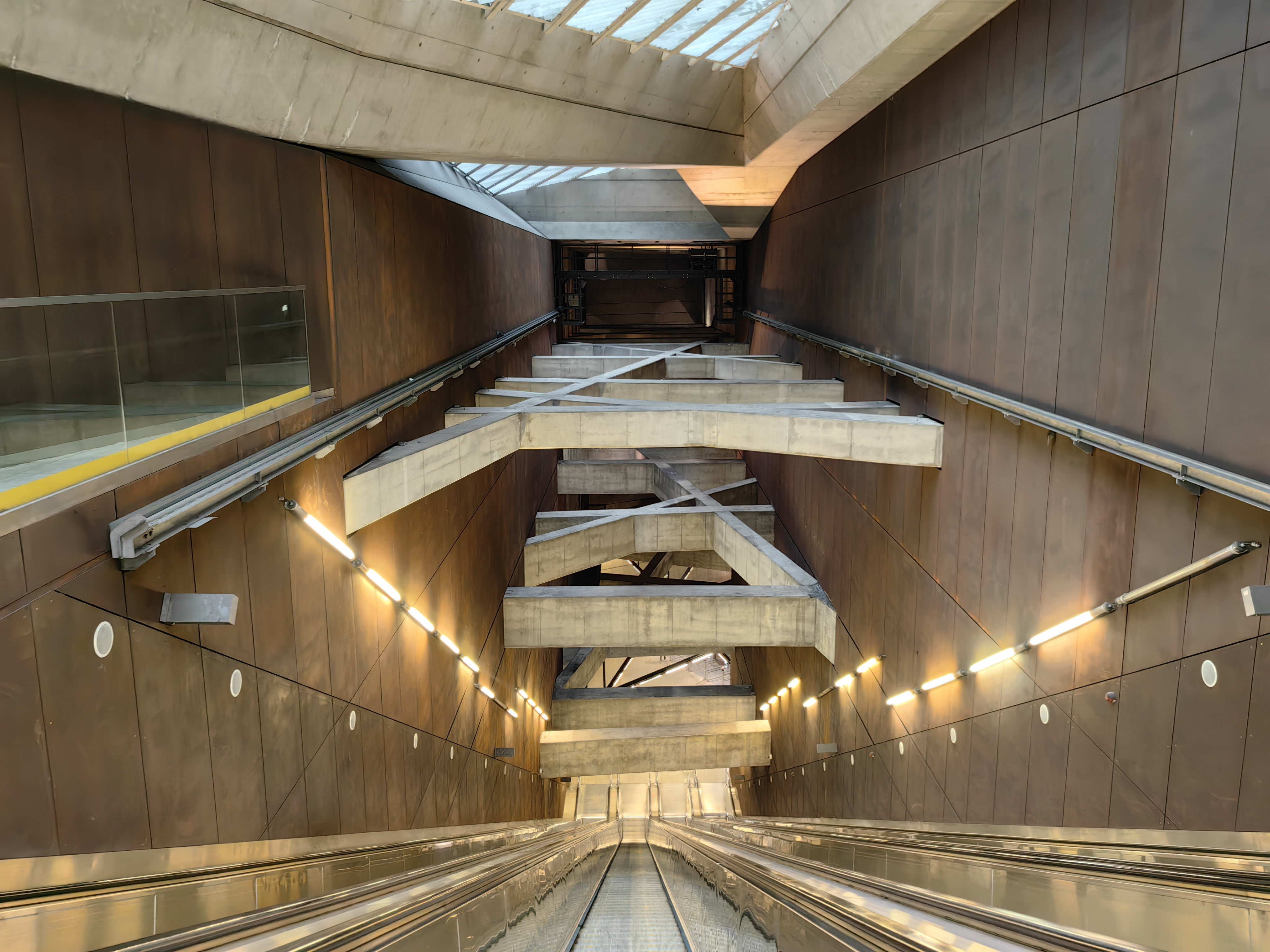
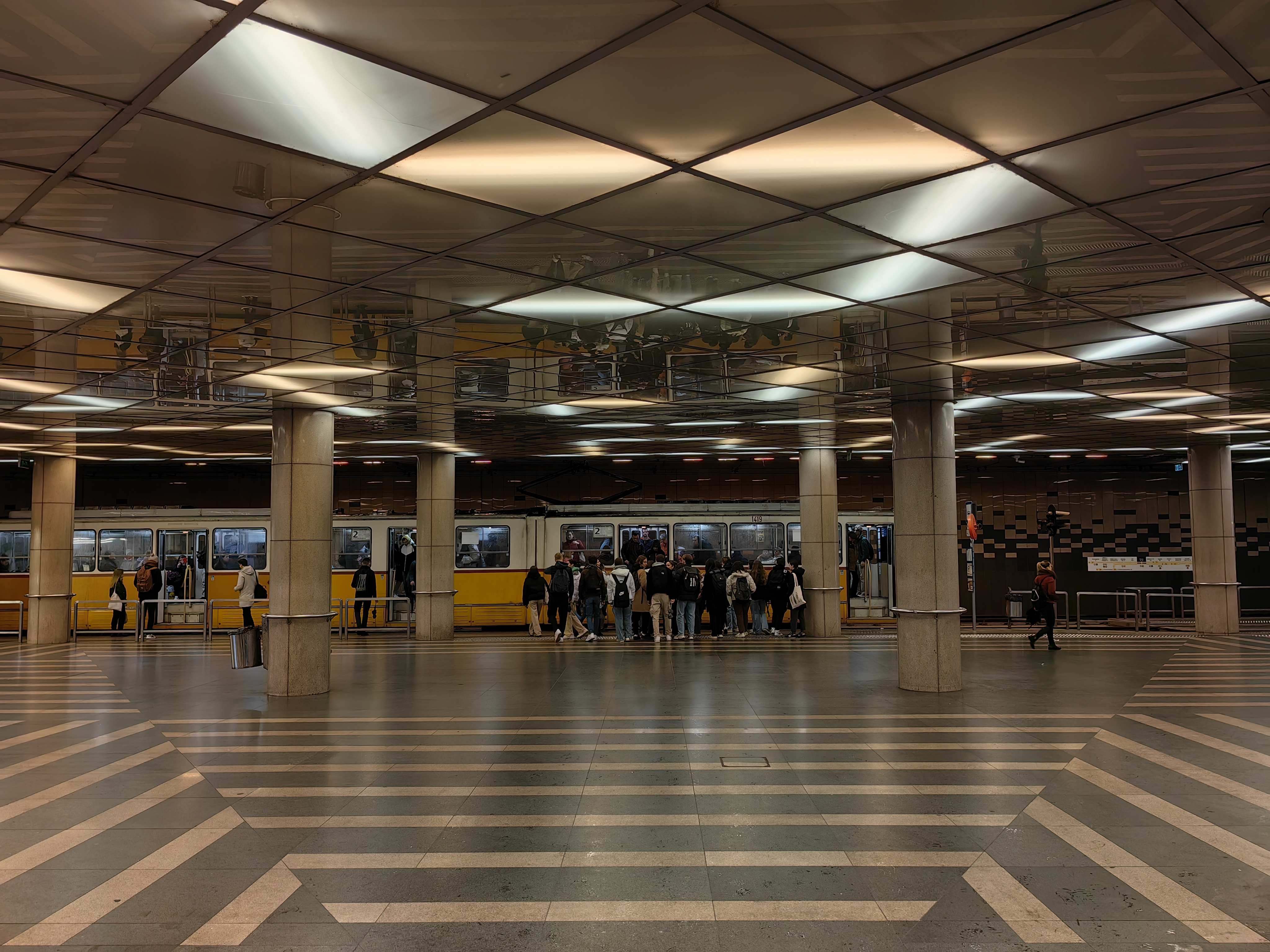

## Átszállási kapcsolatok
| Fővám tér | 15 2, 2B, 23, 47, 48, 49 83 | Szabadság híd, Corvinus Egyetem, Nagyvásárcsarnok, Ferencvárosi Helytörténeti Múzeum |